# Rhinolophus smithersi
Rhinolophus smithersi är en fladdermusart som ingår i släktet Rhinolophus och familjen hästskonäsor. Catalogue of Life anger inga underarter.

## Taxonomi
Holotypen insamlades redan 2000, men troddes emellertid då vara identisk med Rhinolophus hildebrandtii, som den mycket liknar. Det var först 2012 som den och tre andra fladdermöss beskrevs som sanna arter på grund av deras skillnader i ekolokalisationsfrekvensen samt resultaten från DNA-analyser.

## Beskrivning
Som alla hästskonäsor har arten flera hudflikar kring näsan. Flikarna brukas för att rikta de överljudstoner som används för ekolokalisation. Till skillnad från andra fladdermöss som använder sig av överljudsnavigering produceras nämligen tonerna hos hästskonäsorna genom näsan, och inte som annars via munnen.
Pälsfärgen är gråbrun över hela kroppen, eventuellt något ljusare på buksidan. Huvudet är mycket litet, men den hästskoformade mittdelen av näsans hudflikar är påtagligt vid, 10 till 14 mm. Underarmen är omkring 6 cm lång. Ekolokalisationslätet har en medelfrekvens av 44 till 46 kHz.

## Utbredning
Arten är för närvarande (2014) endast känd från norra Sydafrika i Limpopoprovinsen vid foten av Soutpansberg-berget och från nordvästra Zimbabwe i Zambeziflodens dalgång. Man menar dock att arten är betydligt mera spridd i och nära Limpopos och Zambezis floddalar.

## Ekologi
Då arten är så nyligen beskriven, är inte mycket känt om dess biologi. Den har påträffats på savanner med träd som baobab och Brachystegia glaucescens, och det är i den typen av habitat nära de ovannämnda floderna man anser den lever. Några dagvisten har inte lokaliserats, men man misstänker att den sover i grottor i sandstensklipporna nära floderna och/eller håligheter i baobabträden.